# Гриценко Марина Віталіївна
Мари́на Віта́ліївна Грице́нко (26 травня 1986, селище Ріпки — 7 серпня 2025) — українська військовослужбовиця, бойовий медик 3-ї окремої штурмової бригади.

## Життєпис
Народилася 26 травня 1986 року в селищі Ріпки Чернігівської області. Навчалася в Ріпкинській школі № 2. Здобула вищу освіту в Національному університеті «Чернігівський колегіум» ім. Т. Г. Шевченка.
Пластова вихованиця, історикиня та культурна діячка.
З 2008 року працювала в Чернігівському обласному художньому музеї імені Григорія Галагана. На військовій службі з березня 2022 року, спочатку в лавах Чернігівського ТрО, згодом у 3-й окремій штурмовій бригаді.
Загинула вранці 7 серпня 2025 року разом з двома побратимами внаслідок атаки ворожого дрона.
У Марини Гриценко залишилася 15-річна донька Юлія.

## Нагороди
- Орден «За мужність» III ступеня (1 травня 2025) — за особисту мужність, виявлену у захисті державного суверенітету та територіальної цілісності України, самовіддане виконання військового обов'язку[5].